# خوسيه مازا

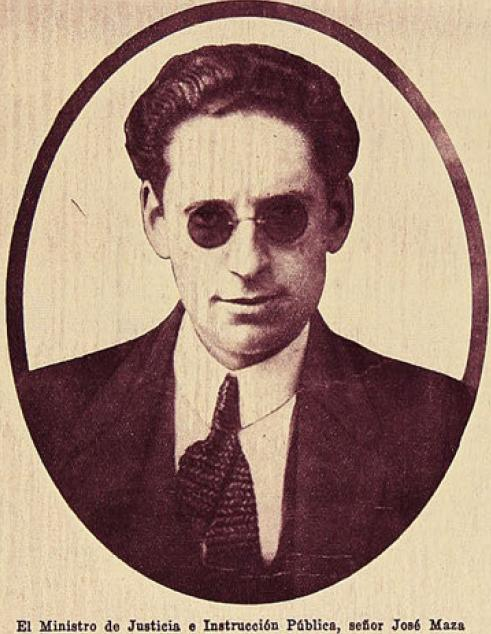
خوسيه مازا

كان خوسيه مازا فرنانديز (13 أكتوبر 1889 - 6 مايو 1964) سياسيًا ومحامًا ودبلوماسيًا من تشيلي. شغل منصب رئيس الجمعية العامة للأمم المتحدة خلال دورته العاشرة في الفترة من 1954 إلى 1955.

## حياة مبكرة
ولد خوسيه أمام أرماندو دي لا مازا راموس وزويلا روزا فرنانديز أنجويتا في لوس أنخليس، شيلي. درس في لوس أنخليس في سانتياغو وتخرج كمحام من جامعة تشيلي في عام 1913. عمل كموظف في وزارة الحرب التشيلية، قبل تحويل انتباهه نحو سياسة الطلاب. تزوج راكيل ليون فيال وكان لديهم ابنه خوسيه.

## روابط خارجية
- خوسيه مازا على موقع مونزينجر (الألمانية)